# آروور هانسن
آروور هانسن (دانمارکی: Arvor Hansen; ۵ نوامبر ۱۸۸۶ – ۱۹ ژوئن ۱۹۶۲) ژیمناست هنری اهل دانمارک بود.